# Sofija (okres Mukačevo)
Sofija, česky také Žofia nebo Žofie, ukrajinsky Софі́я, maďarsky Zsófiafalva, je vesnice ve vesnické komunitě Vyšný Koropec (ukrajinsky Верхній Коропець), v mukačevském okrese Zakarpatské oblasti Ukrajiny. V roce 2001 zde žilo 385 obyvatel, většinou ukrajinské národnosti.

## Historie
Ves založil v roce 1804 Franz Philip Schönborn-Buchheim, který se přivedl 303 německých katolických osadníků z Čech a Rakouska. Na památku své manželky pojmenoval vesnici Sophiendorfnak. V roce 1877 byl název obce byl změněn na Zsófiafalva.
Po uzavření Trianonské smlouvy byla obec součástí první československé republiky. V roce 1921 zde stálo 60 domů a žilo zde 368 obyvatel, z toho 8 Rusínů, 13 Maďarů, 7 Židů a 339 Němců. Od roku 1945 byla obec součástí Ukrajinské sovětské socialistické republiky, která byla součástí SSSR, a nakonec od roku 1991 je součástí samostatné Ukrajiny.